# ZAITSU SONGS 〜CINEMATIC〜
『ZAITSU SONGS 〜CINEMATIC〜』（ざいつソングス シネマティック）は、財津和夫の企画アルバム。2002年8月7日発売。

## 解説
映画好きを公言する財津和夫と音楽プロデューサーの兼松光が組んで制作が始まったアルバム。
原曲のポップ的な要素との釣り合いに苦労しつつも「心の旅」などのヒット曲を映画音楽に落とし込むことに成功している。
このアルバムの音源は、チューリップや財津のライブ、冠ラジオなどで使われるなどしている。

## 収録曲
全作詞・作曲：財津和夫
1. たしかな愛
  - 編曲：関美奈子
2. サボテンの花
  - 編曲：長生淳
3. さよなら道化者
  - 編曲：Jimmie Haskell
4. メドレー 心の旅 一人の部屋 娘が嫁ぐ朝
  - 編曲：関美奈子
5. I LOVE YOU
  - 編曲：Charles Fernandez
6. 約束
  - 編曲：Charles Fernandez
7. 魔法の黄色い靴
  - 編曲：Suzie Katayama
8. 青春の影
  - 編曲：Michael Morati
9. メドレー 虹とスニーカーの頃 愛の窓辺 ぼくがつくった愛のうた
  - 編曲：長生淳